# Clairegoutte
Clairegoutte är en kommun i departementet Haute-Saône i regionen Bourgogne-Franche-Comté i östra Frankrike. Kommunen ligger i kantonen Champagney som tillhör arrondissementet Lure. År 2022 hade Clairegoutte 348 invånare.

## Befolkningsutveckling
Antalet invånare i kommunen Clairegoutte
| Referens: INSEE |